# 고스게촌
고스게촌(일본어: 小菅村)은 일본 야마나시현 기타쓰루군의 촌이다. 현 동부의 군나이 지방에 포함된다.

## 개요
야마나시현이지만 이웃 마을인 다바야마촌처럼 이곳에서부터 우에노하라·오쓰키 방면을 연결하는 버스는 기본적으로 존재하지 않는다. 대신에 동일본 여객철도 오메선 오쿠타마역에서 이곳을 연결하는 버스가 있어 생활권은 야마나시현보다 도쿄도와 가깝다. 2014년 11월 17일에 마쓰히메 하이패스가 개통해 다음 날부터 운행이 시작되었고 오쓰키역 방면을 오가는 버스가 개통하였다.
또 도쿄도 수도국이 수원함양림(도쿄도 수원림)으로 하고 있는 산림도 있다.

## 역사
센고쿠 시대에는 이곳을 거점으로 삼아 도호로부터 고스게씨가 출연한다.
- 1889년 7월 1일 - 정촌제 시행으로 근세 이후 고스게촌 단독으로 지자체가 형성되었다.

## 인접한 자치체
- 오쓰키시, 우에노하라시, 고슈시
- 기타쓰루군 다바야마촌
- 도쿄도 니시타마군 오쿠타마정

## 인구
| 연도 | 인구  | ±%     |
| ---- | ----- | ------ |
| 1940 | 1,734 | —      |
| 1950 | 2,160 | +24.6% |
| 1960 | 2,021 | −6.4%  |
| 1970 | 1,461 | −27.7% |
| 1980 | 1,284 | −12.1% |
| 1990 | 1,177 | −8.3%  |
| 2000 | 1,084 | −7.9%  |
| 2010 | 816   | −24.7% |

## 교통

### 도로
- 국도 139호선